# Shenlin (sockenhuvudort i Kina, Ningxia Huizu Zizhiqu, lat 35,58, long 105,92)
Shenlin är en sockenhuvudort i Kina. Den ligger i den autonoma regionen Ningxia, i den nordvästra delen av landet, omkring 320 kilometer söder om regionhuvudstaden Yinchuan. Antalet invånare är 8 832. Befolkningen består av 4 301 kvinnor och 4 531 män. Barn under 15 år utgör 20,0 %, vuxna 15-64 år 69 %, och äldre över 65 år 10,0 %.
Runt Shenlin är det ganska tätbefolkat, med 207 invånare per kvadratkilometer. Närmaste större samhälle är Longde Chengguanzhen, 17,7 km öster om Shenlin. Trakten runt Shenlin består i huvudsak av gräsmarker.
Genomsnittlig årsnederbörd är 638 millimeter. Den regnigaste månaden är september, med i genomsnitt 132 mm nederbörd, och den torraste är december, med 2 mm nederbörd.